# Cyberpunk 2020
Cyberpunk 2020 (CP2020) – druga edycja utrzymanej w konwencji cyberpunka amerykańskiej gry fabularnej autorstwa Michaela A. Pondsmitha pt. Cyberpunk. Wydana w 1990 roku przez R. Talsorian Games. Polska edycja ukazała się w 1995 roku nakładem wydawnictwa Copernicus Corporation w tłumaczeniu Jacka Brzezińskiego i Tomasza Jasinkiewicza. Jest to jedyna edycja tej gry jaka ukazała się na rynku polskim.

## Przebieg gry

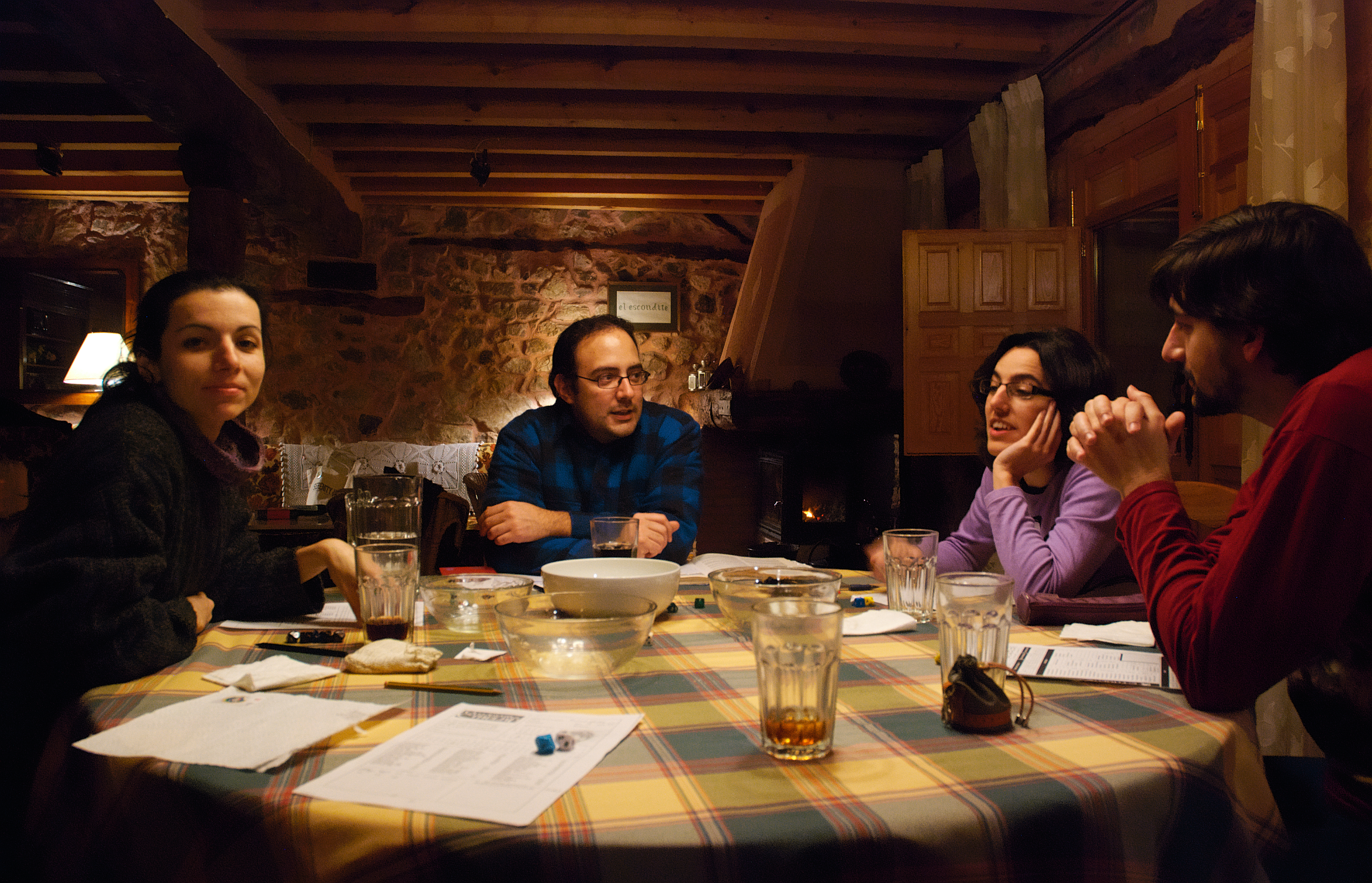
Gracze w trakcie sesji.

Cyberpunk 2020 jest grą wieloosobową, przeznaczoną dla min. dwóch graczy. Grę prowadzi się zazwyczaj przy stole, w pomieszczeniu zapewniającym spokój i możliwość skupienia nad przebiegiem rozgrywki. Podczas gry każdy z graczy wciela się w przygotowaną wcześniej postać – fikcyjnego bohatera zamieszkującego opisany w podręczniku futurystyczny świat. Gracz kontroluje działania swojej postaci, jej zachowanie w świecie gry oraz interakcje z postaciami innych graczy. Zwyczajowo odbywa się to poprzez ustną deklarację działań, dla pełniejszego efektu wzbogaconą czasem o elementy gry aktorskiej. Wyniki tych działań określa się wykorzystując rozbudowane zasady gry oraz wyobraźnię uczestników. W toku gry graczom prezentowane są kolejno problemy, przed jakimi stają kontrolowane przez nich postaci, zadaniem graczy zaś jest zadecydowanie w jaki sposób kreowani przez nich bohaterowie zmierzą się z nimi. Prezentowane problemy tworzą zazwyczaj fabularny ciąg przyczynowo-skutkowy, którego ostateczny kształt zależy od decyzji podejmowanych przez graczy. Gra nie posiada zdefiniowanego momentu jej zakończenia, który najczęściej następuje po wyczerpaniu wątku fabularnego. Rozgrywkę przeprowadzoną w ramach jednego spotkania określa się mianem sesji, zaś zbudowaną podczas niej fabułę – przygodą.
Przygotowanie fabuły spoczywa na barkach gracza określanego mianem mistrza gry. Uczestniczy on w grze na innych zasadach niż pozostali gracze. Podczas gry opisuje miejsca, w które trafiają postaci graczy oraz przedstawia stojące przed nimi problemy, wykorzystując w tym celu własną wyobraźnię, talent narracyjny i zdolność do improwizacji. Często wykorzystuje przy tym opracowane wcześniej opisy miejsc i przewidywaną chronologię wydarzeń, przygotowane w formie tzw. scenariusza. Pełni także rolę arbitra w sytuacji, gdy zasady gry nie rozstrzygają efektów działań zadeklarowanych przez graczy. Przysługuje mu w tym celu prawo modyfikowania lub tworzenia nowych zasad oraz rozstrzyganie sporów w oparciu o własną interpretację wewnętrznej logiki świata gry.
Do gry niezbędny jest podręcznik główny gry, przybory do pisania oraz kości do gry. W grze nie korzysta się z planszy, z wyjątkiem przewidzianych przez mistrza gry sytuacji, w których przygotowuje on planszę na potrzeby konkretnej rozgrywki z wykorzystaniem arkusza z podręcznika. Liczne podręczniki dodatkowe pozwalają wzbogacić rozgrywkę, oferując m.in. dodatkowe zasady i gotowe scenariusze.

## Uniwersum
Uniwersum gry jest dystopijną wizją przyszłości osadzoną w roku 2020. Domyślną areną rozgrywanych przygód, opisaną w podręczniku podstawowym gry, są Stany Zjednoczone Ameryki Północnej, w szczególności zaś fikcyjne megalopolis Night City położone na wybrzeżu Kalifornii. Późniejsze dodatki uzupełniły opis świata przyszłości o charakterystykę pozostałych regionów geopolitycznych. Prezentowaną wizję charakteryzuje większość klasycznych elementów prozy cyberpunkowej, w tym dynamiczny rozwój technologiczny, głębokie rozwarstwienie społeczne i duży wpływ ponadnarodowych korporacji na ekonomię i politykę międzynarodową. Napisaną w 1990 roku prognozę wydarzeń do roku 2020 cechuje jednak szereg nietrafionych założeń i predykcji, nadając tej wizji przyszłości charakter historii alternatywnej.
Gracze wcielają się w rolę cyberpunków – anarchizującej grupy społecznej łączącej ludzi o różnorodnym pochodzeniu etnicznym, społecznym i zawodowym. Jedynym elementem definiującym cyberpunka w CP2020 jest styl życia postaci, wyrażający w trzech tzw. Zasadach Cyberpunka:
1. Styl ponad Istotą – działania powinny być widowiskowe, nawet jeśli nieskuteczne
2. Poza jest wszystkim – wizerunek cyberpunka powinien zawsze sugerować najlepszego człowieka w branży
3. Żyj na Krawędzi – życie powinno być intensywne i ryzykowne, wypełnione przełamywaniem własnych słabości i ograniczeń

Zasady te określają jednocześnie charakter scenariuszy będących zwyczajowym tematem gry.
By sprostać wyzwaniom życia na Krawędzi cyberpunki chętnie modyfikują swe ciała przy pomocy najnowocześniejszych technologii. Najobszerniej opisaną (a jednocześnie najpopularniejszą w świecie gry) grupą są implanty cybernetyczne – zespalane z układem nerwowym urządzenia mechatroniczne, zastępujące naturalne narządy lub rozbudowujące je o nowe funkcje. Modyfikacje te (często nielegalne) pozwalają m.in. na uzyskanie nadludzkiej siły i szybkości, rozbudowanie możliwości zmysłów lub sterowanie komputerami przy pomocy myśli. Mniej popularna, lecz równie rozwinięta jest transplantologia narządów naturalnych, jak i transgenicznych. W ograniczonym zakresie możliwe są także modyfikacje genetyczne tkanek pacjenta, pozwalające na egzotyczne modyfikacje wyglądu takie jak porastanie futrem.
Ważnym elementem świata gry jest globalna sieć internetowa, zwana w skrócie Siecią. W roku 2020 ma postać bezkresnej rzeczywistości wirtualnej, w której wszelkie dane przedstawiane są w postaci trójwymiarowych brył i symboli o dowolnej złożoności. Użytkownik może swobodnie poruszać się w wirtualnej przestrzeni wchodząc w interakcję z interesującymi go obiektami. Korzystanie z Sieci jest możliwe dzięki modemom sieciowym (deckom) wyposażonym w gogle 3D lub przy pomocy złącz interface’u – implantów neuralnych pozwalających na bezpośrednie przesyłanie sygnałów elektrycznych do mózgu. Ta ostatnia metoda, choć oferująca najrealniejsze doznania i największy komfort pracy, niesie ze sobą ryzyko śmierci w przypadku ataku nielegalnego wirusa zwanego czarnym LODem.

## Mechanika
Do gry wykorzystuje się kości sześcio- i dziesięciościenne. Rozstrzyganie efektów działań postaci w świecie gry następuje według reguł mechaniki Interlock.

### Postać gracza
Podstawowymi parametrami charakteryzującymi postać gracza jest 9 cech podstawowych oraz 4 pochodne cechy pomocnicze. Opisują one ogólne psychofizyczne aspekty postaci, takie jak siła, inteligencja czy atrakcyjność fizyczna. Przybierają wartości z przedziału 2-10. Wartości cech podstawowych określa w sposób losowy lub poprzez rozdzielenie pomiędzy nie puli punktów.
Pomocniczymi parametrami opisu postaci są umiejętności. W przeciwieństwie do cech opisują one zdolności wyuczone (np. prowadzenie samochodu, obsługa sprzętu elektronicznego czy próby przekonywania). Każda umiejętność przypisana jest do jednej z cech, reprezentującej wrodzony aspekt postaci niezbędny do wykonania danej czynności. Umiejętności przybierają wartości z przedziału 0-10, zwiększając prawdopodobieństwo sukcesu. Przed rozpoczęciem gry gracz może zwiększyć wartość 9 spośród 81 dostępnych w grze umiejętności. Ponadto każda postać posiada jedną umiejętność specjalną, charakterystyczną dla obranej profesji, dającą dostęp do unikalnych zdolności niedostępnych dla przedstawicieli innych zawodów.
Podręcznik podstawowy gry oferuje do wyboru 10 predefiniowanych klas postaci, nazywanych rolami. Charakterystyczną cechą każdej z ról jest unikalna umiejętność specjalna.
| Rola             | Umiejętność specjalna | Opis |
| Businessman      | Zasoby                | Spekulant giełdowy i multimilioner. Pracownik korporacji. Dzięki umiejętności specjalnej może wykorzystywać zasoby firmy do realizacji prywatnych celów. Jej udane zastosowanie pozwala na uzyskanie pieniędzy, ekwipunku itp. Działanie tej umiejętności ogranicza się do środowiska macierzystej korporacji. |
| Fixer            | Powiązania            | Pośrednik, szmugler, organizator i informator. Pośrednik działający na granicy prawa, człowiek „znający ludzi, którzy znają ludzi”. Umiejętność specjalna Fixera pozwala mu na szybkie dotarcie do tych właściwych. Zastosowana z powodzeniem pozwala na zlokalizowanie dostawców poszukiwanych przez postać towarów i usług bez konieczności ich żmudnego poszukiwania. Działanie ograniczone do strefy czarnego rynku. |
| Netrunner        | Interface             | Cybernetyczny komputerowy hacker. Netrunner to komputerowy przestępca na miarę XXI wieku. Dzięki cybernetycznym implantom zespalającym układ nerwowy z siecią światłowodową porusza się po wirtualnej rzeczywistości Sieci z prędkością myśli. Umiejętność specjalną wykorzystuje do atakowania systemów komputerowych.                                                                                                  |
| Nomad            | Status Rodzinny       | Nowoczesny koczownik i włóczęga. Nomadzi to rodziny byłych farmerów, skazanych na tułaczkę po przejęciu ich ziem przez agrokorporacje. Poziom umiejętności specjalnej odzwierciedla stopień poważania i wpływów w społecznościach nomadów. Zastosowana w tym środowisku pozwala na dostęp do pieniędzy, ekwipunku i przysług.                                                                                            |
| Gliniarz         | Autorytet             | Najbardziej prawy człowiek na miarę ulicy XXI wieku. Obrońca tych, którzy nie potrafią obronić się sami. Autorytet funkcjonariusza publicznego, posiadającego uprawnienia nadane na mocy prawa Stanów Zjednoczonych, wykorzystuje do wpływania na ludzi i unikania rozwiązań siłowych. |
| Reporter         | Wiarygodność          | Dziennikarz, który podchodzi do Krawędzi by odnaleźć prawdę. W erze masowego zalewu tanią informacją wiarygodność jest jedynym sposobem na ocalenie owoców swej pracy przed przepadnięciem w odmętach informacyjnego szumu. Umiejętność specjalna Reportera pozwala przebić się z reportażem do władz lokalnych, stanowych lub nawet państwowych i zdobyć ich wsparcie w rozwiązaniu przedstawionego w nim problemu.     |
| Rockman          | Charyzma              | Zbuntowany Rockman, który za pomocą muzyki i rewolucji walczy z władzą. Rockmani to uliczni poeci, społeczne sumienia i buntownicy XXI wieku, którzy swe przekazy umieszczają w piosenkach przesyłanych na ulicę za pomocą przenośnych studiów nagrań i garażowej cyfrowej obróbki dźwięku. Umiejętność specjalna Rockmana pozwala mu podburzać i kontrolować tłumy.                                                     |
| Solo             | Zmysł Walki           | Zabójca do wynajęcia, żołnierz, ochroniarz. Solo, specjaliści od brudnej roboty i zbrojne ramię każdej cyberpunkowej drużyny, specjalizują się w sztuce zabijania. W dążeniu do perfekcji inwestują w najnowocześniejszą cybertechnologię, narkotyki bojowe i najlepszą broń. Umiejętność specjalna Solo odzwierciedla jego talent do wyczuwania niebezpieczeństwa i szybkość reakcji.                                   |
| Technik          | Prowizorka            | Mechanik-renegat. Złota rączka i ekspert w dziedzinie ultranowoczesnych technologii i zabezpieczeń. Umiejętność specjalna Technika pozwala mu na dokonywanie tymczasowych napraw przy użyciu prowizorycznych narzędzi i materiałów. |
| Technik Medyczny | Technika Medyczna     | Uliczny doktor. Specjalista w dziedzinie radykalnych modyfikacji ludzkiego ciała, ostatnia nadzieja tych, których opuściło szczęście. Dzięki umiejętności specjalnej jest w stanie udzielić profesjonalnej i skutecznej pierwszej pomocy. |

### Działanie w świecie gry
Określenie sukcesu podejmowanej akcji polega na porównaniu zsumowanych wartości odpowiedniej cechy, umiejętności, stosownych modyfikatorów i rzutu 1k10 z wyznaczonym przez MG poziomem trudności. Uzyskanie wyniku równego lub większego od poziomu trudności oznacza sukces, w przeciwnym wypadku działanie kończy się porażką. W przypadku konfrontacji ze stawiającym aktywny opór oponentem (walka, pościg, starcie psychiczne) poziom trudności testu wyznacza się przez analogiczny rzut wykonywany przez przeciwnika. Postać z wyższym wynikiem wygrywa starcie.
Uzyskanie wyniku 1 podczas rzutu kością określane jest mianem krytycznej porażki i oznacza automatyczne niepowodzenie testowanej akcji, często z dodatkowymi konsekwencjami dla postaci gracza. Analogicznie, uzyskanie wyniku 10 określane jest mianem krytycznego sukcesu i uprawnia do wykonania dodatkowego rzutu, którego wynik sumuje się z dotychczasowymi rzutami.

## Historia gry

### Źródła i inspiracje
Inspiracją do stworzenia gry było zainteresowanie gatunkiem wywołane filmem Blade Runner z 1982 roku w reżyserii Ridleya Scotta. Ambicją Pondsmitha stało się odtworzenie w grze fabularnej charakterystycznego, mrocznego klimatu filmu noir oraz zaawansowanych technologii charakteryzujących gatunek. Jednakże dopiero lektura wydanej 4 lata później książki Waltera Jona Williamsa pt. Hardwired, pierwszej przeczytanej przez Pondsmitha pozycji cyberpunkowej, stała się bezpośrednim bodźcem do rozpoczęcia prac nad grą. Wkrótce potem przyjaciel, projektant gier i gracz Rob Pruden zaproponował Pondsmithowi spotkanie z grupą graczy, z którymi regularnie grywał w inną grę Pondsmitha pt. Mekton. W grupie tej, złożonej z kilku pisarzy cyberpunkowych, w tym Waltera Jona Williamsa, odbywały się odtąd testowe rozgrywki oraz konsultacje dotyczące powstającej gry.

### Cyberpunk (1988)
W trakcie prac nad grą zapowiedzi wydania własnych produktów osadzonych w tej samej konwencji wydały także trzy inne duże wydawnictwa z branży gier RPG: FASA z grą Shadowrun (1989), ICE z Cyberspace (1989) oraz SJG z GURPS Cyberpunk (1990). Chcąc uprzedzić konkurencję Pondsmith zintensyfikował prace. Pośpiesznie ukończoną grę zaprezentowano po raz pierwszy podczas konwentu Gen Con w sierpniu 1988 roku, gdzie spotkała się z dużym zainteresowaniem.
Cyberpunk wydany został w zestawie pudełkowym. W jego skład wchodziły podręczniki, kości do gry oraz 4 dodatkowe arkusze zawierające kartę postaci i pomoce dla prowadzącego rozgrywkę. Trzy podręczniki w czarnych oprawach typu zeszytowego zawierały opis uniwersum i mechaniki, rozbudowane zasady walki i opis fikcyjnego miasta Night City. Akcję gry osadzono w roku 2013. By ułatwić graczom odnalezienie się w realiach nowego wówczas gatunku, w grze zaprezentowano zestaw gotowych archetypów postaci oraz nowatorski system kreacji bohatera pt. Lifepath. Nakładem R. Talsorian Games ukazały się 3 suplementy (Rockerboy, Solo of Fortune i Near Orbit) oraz podręcznik dodatkowy pt. Hardwired, pozwalający prowadzić grę w realiach powieści Waltera Jona Williamsa pod tym samym tytułem. W celu odróżnienia tej edycji od późniejszego Cyberpunka 2020 określa się ją czasem mianem Cyberpunk 2013 lub Cyberpunk OBB (OBB – ang. Original Black Box). Gra zdobyła nagrodę Origins Gamers’ Choice Award w kategorii Najlepsza Gra RPG Science-Fiction w roku 1989.

### Cyberpunk 2020 (1990)
Druga edycja gry, zatytułowana Cyberpunk 2020, ukazała się w 1990 roku w wydaniu pudełkowym. W skład zestawu wchodził podręcznik zawierający poprawione i rozbudowane zasady z trzech podręczników pierwszej edycji, broszura pt. Screamsheets, zawierająca szkice przygód i pomoce dla prowadzącego rozgrywkę oraz kolorowa, składana mapa fikcyjnego miasta Night City. Kolejne wydanie gry ukazało się rok później w formie pojedynczego podręcznika, zawierającego w sobie broszurę Screamsheets, pozbawionego jednak kolorowej mapy. W 1992 roku we współpracy z George’em Alekiem Effingerem wydany został podręcznik dodatkowy pt. When Gravity Fails, pozwalający na prowadzenie gry w realiach powieści pod tym samym tytułem. Obok Hardwired miał stanowić początek serii podręczników adaptujących literackie uniwersa do zasad gry. Plany wydania podręczników opartych na Eclipse Johna Shirleya oraz Neuromancera Williama Gibsona nie zostały jednak zrealizowane. W 1993 roku ukazało się poprawione wydanie 2.01, wzbogacone o nowe ilustracje pochodzące we włoskiej edycji gry, wydanej przez wydawnictwo Stratelibri. Cyberpunk 2020 stał się najbardziej rozbudowaną linią wydawniczą R. Talsorian games, doczekując się 31 suplementów oraz licznych podręczników dodatkowych wydanych w ramach licencji przez inne wydawnictwa.
Cyberpunk 2020 przenosi akcję o 7 lat w przód, do tytułowego roku 2020. Oryginalne kalendarium wydarzeń z I edycji gry zostało rozbudowane o wydarzenia z lat 2014–2020, uwzględniono też zjednoczenie Niemiec w roku 1990. Do poważniejszych zmian w stosunku do I edycji zaliczyć należy: zmianę systemu kreowania postaci oraz niektórych zasad rozstrzygania walk, nowe zasady gry w Sieci, zwiększenie liczby dostępnych umiejętności (z 43 do 89) oraz dodanie obszernych rozdziałów dotyczących ekwipunku (w tym katalogi broni, cybernetyki i gadżetów elektronicznych). Wydana w 1997 roku dwuczęściowa kampania Firestorm, będąca jednocześnie ostatnim oficjalnym dodatkiem do gry, symbolicznie zamykała linię wydawniczą przedstawiając wydarzenia prowadzące do zniszczenia świata gry w wyniku wojny.

#### Cyberpunk 2020 w Polsce
Polska edycja gry, będąca tłumaczeniem wersji 2.01 wydania oryginalnego, ukazała się w czerwcu 1995 roku nakładem wydawnictwa Copernicus Corporation. Gra zyskała sobie dużą popularność i szybko doczekała się dodruków (wyd. 1.1 w 1995 r. oraz wyd. 1.2 w 1997 r.). Odniesiony sukces pozwolił na wydanie w kolejnych latach tłumaczeń 11 podręczników dodatkowych. Materiały do gry pojawiały się także na łamach polskiej prasy branżowej. Miesięcznik „Magia i Miecz”, oprócz tekstów rodzimych autorów, opublikował także tłumaczenia wybranych artykułów z poświęconego grze amerykańskiego kwartalnika „Interface”.
Z inicjatywy środowiska fanów zgromadzonych wokół portalu Night City Limits powstał podręcznik dodatkowy pt. Polska 2020. Mimo początkowego zainteresowania ze strony wydawnictwa Copernicus Corporation podręcznik nie został wydany.
8 sierpnia 2011 r. ukazało się trzecie wznowienie podręcznika głównego gry. 29 czerwca 2014 roku, we współpracy z platformą finansowania społecznościowego Wspieram.to, właściciel wydawnictwa Copernicus Corporation Andrzej Karlicki podjął próbę reaktywacji polskiej linii wydawniczej, rozpoczynając zbiórkę funduszy na reedycję podręcznika dodatkowego pt. Chromebook 2. Projekt zakończył się niepowodzeniem, uzyskując 2% wymaganych środków.

### Cybergeneration (1995)
Wydana pierwotnie jako suplement do Cyberpunka 2020 w 1993 roku, Cybergeneration ukazała się jako samodzielny produkt w roku 1995. Bodźcem do rozpoczęcia prac nad grą było rozczarowanie M. Pondsmitha kierunkiem, w którym podążyła linia wydawnicza CP2020 – gra pisana z myślą o konwencji futurystycznego filmu noir, określanej przez autora mianem „Casablanki z cyborgizacjami”, okazała się lepiej wspierać konwencję filmu akcji z lat 80., w której znakomicie wyposażeni profesjonaliści śmiało stawiają czoła międzynarodowym korporacjom. Nowe realia i uproszczone zasady przedstawione w Cybergeneration miały w założeniu lepiej wspierać oryginalną koncepcję.
Gracze wcielają się w role obdarzonych nadludzkimi zdolnościami nastolatków zamieszkujących Korporacyjne Stany Zjednoczone w roku 2027. Są nosicielami i beneficjentami działania Zarazy Węglowej – tajemniczego nanowirusa, nadającego 30% zarażonych dzieci postludzkie moce, zabijającego zaś 20% zarażonych dorosłych. Choć wykształcone moce są słabe, obdarzone nimi dzieci są ścigane przez rządzące krajem korporacje oraz odrzucane przez społeczeństwo. Autorzy gry sugerują rozgrywkę łączącą typowe wątki literatury młodzieżowej z tematyką buntu przeciw prześladowaniu, dyskryminacji i opresyjności państwa korporacyjnego.
Nakładem wydawnictw R. Talsorian Games i Firestorm Ink. ukazało się 7 podręczników dodatkowych.

### Cyberpunk v3.0 (2005)
W 2000 roku Mike Pondsmith ogłosił, że pracuje nad trzecim wydaniem gry Cyberpunk. Pracę nad nową edycją rozpoczął tuż po premierze Dragon Ball Z Adventure Game (1999). Niedługo potem gra, znana początkowo pod nazwą Cyberpunk 203x, została zapowiedziana na wiosnę 2001 roku. Termin ten uległ wkrótce bezterminowemu odroczeniu w związku z przerwą wydawniczą R. Talsorian Games, spowodowaną podjęciem przez Pondsmitha pracy przy projektowaniu gier komputerowych w firmie Microsoft. W dniach 2–5 sierpnia 2001 r., na konwencie Gen Con w Milwaukee, zaprezentowano pierwsze materiały promocyjne gry – dwustronicową broszurę, opisującą wydarzenia prowadzące do narodzin uniwersum nowej edycji. Została ona opublikowana na stronie wydawnictwa 6 sierpnia. 31 grudnia 2004 r. ukazała się 15-stronicowa zapowiedź podręcznika głównego, prezentująca fragmenty wybranych rozdziałów. Roboczy szkic podręcznika pokazany został podczas konwentu I-Con w Ronkonkoma. Tam też w dniach 8–10 kwietnia 2005 r. Pondsmith poprowadził pierwsze publiczne gry oparte na trzeciej edycji. Gra napisana została przez Mike’a Pondsmitha, Mike’a Bluma, Colina Fiska, Dave’a Friedlanda, Willa Mossa, Scotta Ruggelsa i wydana została 13 grudnia 2005 r. zbierając mieszane recenzje.
Cyberpunk v3.0 napisany został z myślą o nowym pokoleniu graczy, jakie pojawiło się od czasu wydania poprzedniej edycji gry, ze szczególnym uwzględnieniem ewolucji oczekiwań wywołanej pojawieniem się nowoczesnych gier komputerowych. Zmianie uległa mechaniczna warstwa gry, wprowadzając narzędzia mające na celu skrócić czas przygotowań do rozgrywki oraz ułatwić jej prowadzenie. Daleko idącym zmianom uległo także uniwersum gry. Osadzona ok. 20 lat po wydarzeniach opisanych w kampanii Firestorm wizja jedynie symbolicznie nawiązuje do uniwersum znanego z poprzednich edycji, prezentując nową, powojenną rzeczywistość. Lista źródeł i inspiracji zamieszczona w podręczniku głównym gry zawiera, obok klasycznych dzieł Williama Gibsona i Waltera Jona Williamsa, także utwory wydane w latach 1990–2005, w tym powieści m.in. Neala Sephensona, Grega Beara i Richarda Morgana, filmy (m.in. Gattaca, Sin City) i japońskie anime (m.in. Ghost in the Shell). Gra doczekała się 4 suplementów.
W związku z opracowaniem nowej wizji uniwersum na potrzeby gry komputerowej Cyberpunk 2077, wizja przedstawiona w Cyberpunk v3.0 jest obecnie uznawana za niekanoniczną.

### Cyberpunk 2077
W wywiadzie udzielonym portalowi Polygon.com podczas targów Electronic Entertainment Expo 2012, członek zarządu CD Projekt RED Marcin Iwiński poinformował, że równolegle z pracami nad grą komputerową Cyberpunk 2077 powstaje nowa edycja gry RPG. Obydwie gry miały być kompatybilne, umożliwiając wyeksportowanie karty postaci z gry komputerowej w celu kontynuowania zabawy w grze RPG. Informacja ta została zdementowana przez M. Pondsmitha w wywiadzie udzielonym portalowi GameStar.ru w kwietniu 2013 Na ponowne pytanie o możliwość ukazania się gry RPG, zadane 3 lata później przez Isaaca L. Wheelera z portalu Neon Dystopia, Pondsmith udzielił jednak żartobliwej i wymijającej odpowiedzi: Musiałbym cię zabić, gdybym ci powiedział. Gra RPG w uniwersum CP2077 ostatecznie nie ujrzała światła dziennego.

### Cyberpunk Red
31 grudnia 2017 r. Kirin Michaels z R. Talsorian Games potwierdził plany wydania latem 2018 r. zaktualizowanej wersji gry Cyberpunk 2020 pod nazwą Cyberpunk Red. Najważniejszymi zmianami w stosunku do oryginału są poprawione zasady oraz zaktualizowany obraz postępu technologicznego, lepiej odzwierciedlający rzeczywisty kierunek zmian jakie zaszły w świecie rzeczywistym od czasu wydania CP2020.

## Podręczniki wydane przez R. Talsorian Games
| Tytuł oryginalny                        | Rok wydania | Tytuł Polski       |
| --------------------------------------- | ----------- | ------------------ |
| Cyberpunk 2020 (wydanie pudełkowe)      | 1990        |                    |
| Cyberpunk 2020                          | 1991        |                    |
| Cyberpunk 2020 v.2.01 (nowe ilustracje) | 1993        | Cyberpunk 2020     |
| Cyberpunk 2020 v.2.01                   | 2013        |                    |
| Cybergeneration                         | 1993        |                    |
| Listen Up, You Primitive Screwheads!    | 1994        | Słuchajcie, głąby! |

| Tytuł oryginalny                                    | Rok wydania | Tytuł Polski      |
| --------------------------------------------------- | ----------- | ----------------- |
| Blackhand’s Street Weapons 2020                     | 1994        | Mordercza Stal    |
| Chromebook                                          | 1991        | Chromebook        |
| Chromebook 2                                        | 1992        | Chromebook 2      |
| Chromebook 3                                        | 1994        |                   |
| Chromebook 4                                        | 1996        |                   |
| Corporation Report 2020, Vol 1 – Arasaka & IEC      | 1991        |                   |
| Corporation Report 2020, Vol 2 – Lazarus & Militech | 1992        |                   |
| Corporation Report 2020, Vol 3 – Petrochem & SovOil | 1992        |                   |
| Deep Space                                          | 1993        | Kosmiczna Otchłań |
| Edgerunners, Inc.                                   | 1995        |                   |
| Eurosource                                          | 1991        |                   |
| Eurosource Plus                                     | 1995        |                   |
| Home of the Brave                                   | 1992        |                   |
| Live & Direct                                       | 1996        |                   |
| Maximum Metal                                       | 1993        | Maximum Metal     |
| Neo Tribes                                          | 1994        | Neoklany          |
| Night City                                          | 1991        | Night City        |
| Pacific Rim Sourcebook                              | 1994        |                   |
| Protect & Serve                                     | 1992        | Chronić i Służyć  |
| Rache Bartmoss’ Brainware Blowout                   | 1996        |                   |
| Rache Bartmoss’ Guide to the Net                    | 1993        |                   |
| Rough Guide to the UK                               | 1994        |                   |
| Solo Of Fortune 2                                   | 1994        | Solo of Fortune   |
| When Gravity Fails                                  | 1992        |                   |
| Wildside                                            | 1993        | Dzika Strefa      |

| Tytuł oryginalny                                         | Rok wydania | Tytuł Polski |
| -------------------------------------------------------- | ----------- | ------------ |
| Eurotour                                                 | 1993        |              |
| Firestorm: Stormfront – The Fourth Corporate War, Book 1 | 1997        |              |
| Firestorm: Stormfront – The Fourth Corporate War, Book 2 | 1997        |              |
| Land of the Free (wydanie pudełkowe)                     | 1994        |              |
| Tales from the Forlorn Hope                              | 1992        |              |

## Produkty licencjonowane
- w latach 1991–1995 wydawnictwo Atlas Games opublikowało 12 podręczników zawierających przygody i kampanie przeznaczone do systemu CP2020

| Tytuł oryginalny      | Rok wydania |
| --------------------- | ----------- |
| All Fall Down         | 1992        |
| The Arasaka Brainworm | 1991        |
| The Bonin Horse       | 1993        |
| Cabin Fever           | 1994        |
| Chasing the Dragon    | 1992        |
| The Chrome Berets     | 1992        |
| Greenwar              | 1994        |
| Night City Stories    | 1992        |
| Northwest Passage     | 1995        |
| The Osiris Chip       | 1992        |
| Streetfighting        | 1993        |
| Thicker than Blood    | 1993        |

- w roku 1992 kanadyjskie wydawnictwo Ianus Games wydało podręcznik źródłowy pt. Night’s Egde, wprowadzający do uniwersum CP2020 elementy nadnaturalne, takie jak wilkołaki i wampiry. W następnych latach ukazało się 16 dodatków z nowymi zasadami, elementami opisu świata i przygodami osadzonymi w tym alternatywnym uniwersum.

| Tytuł oryginalny                               | Rok wydania |
| ---------------------------------------------- | ----------- |
| Boodlust                                       | 1995        |
| Crashpoint                                     | 1995        |
| Dark Metropolis                                | 1994        |
| Grimm’s Cybertales                             | 1993        |
| Home Front                                     | 1994        |
| King of the Concrete Jungle                    | 1994        |
| Media Junkie I – Take One                      | 1993        |
| Media Junkie II – Final Cut                    | 1993        |
| Necrology I – Of Death, Life and Afterwards... | 1992        |
| Necrology II – And Now I Lay Me Down           | 1993        |
| Necrology III – Immortality                    | 1993        |
| Night’s Edge                                   | 1992        |
| Playground                                     | 1994        |
| Premature Burial                               | 1994        |
| Remember Me                                    | 1994        |
| Sub-Attica                                     | 1994        |
| Survival of the Fittest                        | 1993        |

- ukazały się dwie książki autorstwa Stephena Billiasa, fabuła których osadzona jest w świecie CP2020 – The Ravengers (1995) i Holo Men (1996)
- w roku 1996 wydawnictwo Wizards of the Coast wydało kolekcjonerską grę karcianą pt. Netrunner, w znacznym stopniu nawiązującą do uniwersum CP2020.
- nakładem wydawnictwa Social Games ukazała się kolekcjonerska gra karciana dla dwóch graczy zatytułowana Cyberpunk: The CCG. Pierwsza, 305-kartowa edycja, została wydana w nakładzie ograniczonym i zaprezentowana podczas konwentu Gen Con SoCal w grudniu 2003 roku. 365-kartowa edycja druga, zatytułowana Cyberpunk 2020: The CCG, ukazała się w lutym następnego roku[24].
- w roku 2007 nakładem wydawnictwa Mayhem Project została wydana gra Arasaka’s Plot, akcja której osadzona jest w uniwersum CP2020. Gra przeznaczona jest na telefony komórkowe.
- producent figurek Grenadier Miniatures wypuścił serię produktów przeznaczonych do gry Cyberpunk 2020, w tym figurki Gliniarzy, Nomadów, Rockmanów oraz członków ulicznych gangów.
- 30 maja 2012 r. wydawnictwo CD Projekt RED zapowiedziało rozpoczęcie prac nad grą komputerową osadzoną w realiach gry Cyberpunk, zatytułowaną Cyberpunk 2077[25]. Gra ukazała się 10 grudnia 2020 r.